# Treubund mit Gott für König und Vaterland
Der Treubund mit Gott für König und Vaterland war eine Ende 1848 gegründete preußische konservative Vereinigung. Zwischen 1850 und 1853 gab es auch einen Treubund in Kurhessen. 
Der Bund vertrat den Vorrang der Monarchie und trat für einen starken Staat ein. Darüber hinaus vertrat er die Interessen der „Revolutionsgeschädigten.“ Gegründet wurde die Organisation von Ferdinand Habel, der als Geheimsekretär im Kriegsministerium tätig war. Massiv gefördert wurde die Organisation von Friedrich von Wrangel. Finanzielle Unterstützung erhielt der Bund außerdem aus einem Geheimfonds des Innenministeriums. 
Bis Mitte 1849 gab es 52 regionale oder lokale Gruppen. In und um Berlin hatte er allein 10.000 Mitglieder. Bis Anfang 1850 kamen noch einmal 40 Gruppen hinzu. 
Die Organisation spaltete sich allerdings nach kurzer Zeit in Anhänger des Konstitutionalismus und Absolutismus und löste sich bald ganz auf. 
Auch wenn der Treubund noch keine moderne Partei war, bedeutet er doch einen Schritt hin auf dem Weg zur stärkeren Organisation des preußischen Konservatismus.